# Klonowa (gmina)
Klonowa est une gmina rurale du powiat de Sieradz, Łódź, dans le centre de la Pologne. Son siège est le village de Klonowa, qui se situe environ 31 km au sud-ouest de Sieradz et 84 km au sud-ouest de la capitale régionale Łódź.
La gmina couvre une superficie de 95,37 km2 pour une population de 3 059 habitants.

## Géographie
La gmina inclut les villages de Grzyb, Klonowa, Kuźnica Błońska, Kuźnica Zagrzebska, Leliwa, Lesiaki, Lipicze, Owieczki, Pawelce et Świątki.
La gmina borde les gminy de Brąszewice, Czajków, Galewice, Lututów et Złoczew.